# Distretto di Wolsztyn
Il distretto di Wolsztyn (in polacco powiat wolsztyński) è un distretto polacco appartenente al voivodato della Grande Polonia.

## Geografia antropica

### Suddivisioni amministrative
Il distretto comprende 3 comuni.
- Comuni urbano-rurali: Wolsztyn
- Comuni rurali: Przemęt, Siedlec